# Colgaroides acuminata
Colgaroides acuminata är en insektsart som först beskrevs av Walker 1851.  Colgaroides acuminata ingår i släktet Colgaroides och familjen Flatidae. Inga underarter finns listade i Catalogue of Life.